# Hugues de Montrelais
Hugues de Montrelais (Montrelais, França, c. 1315 — Avinhão, França, 29 de fevereiro de 1384) foi um bispo e cardeal francês da Igreja Católica.

## Biografia
Hugues nasceu na comuna francesa de Montrelais por volta de 1315, filho de Renaud de Montrelais e Marie d'Ancenis.
Começou ainda jovem no serviço à Igreja. Foi nomeado cônego e, posteriormente, arquidiácono da Catedral de Nantes.
Em 19 de novembro de 1354, foi nomeado bispo de Nantes porém, um ano depois, foi transferido para a Diocese de Tréguier pelo Papa Inocêncio VI.
Em 21 de agosto de 1357, foi eleito bispo de Saint-Brieuc, função que ocupou até a sua nomeação ao cardinalato.
No consistório de 20 de dezembro de 1375, foi criado cardeal-presbítero dos Quatro Santos Coroados pelo Papa Gregório XI. Participou do conclave de abril de 1378 que elegeu o Papa Urbano VI e do conclave de setembro de 1378 que elegeu o Antipapa Clemente VII, a quem passou a obedecer.
Pouco depois de 8 de julho de 1379, foi nomeado cardeal-bispo de Sabina. Foi deposto pelo Papa Urbano VI em 25 de fevereiro de 1384, poucos dias antes de sua morte.

Hugues de Montrelais morreu em 29 de fevereiro de 1384 aos 69 anos.